# クローズ・アップ (中山美穂の曲)
「クローズ・アップ」は、中山美穂の5枚目のシングル。1986年5月16日にキングレコードからリリースされた。(EP: K07S-10101)(CDS:KIDS-93)

## 概要
前作「色・ホワイトブレンド」を挟み、作詞は再び松本隆が担当している。松本の起用はこの作品から1987年3月リリースの「派手!!!」まで5作続くこととなる。作曲には初めて財津和夫が起用された。
同年7月1日にリリースされたアルバム『SUMMER BREEZE』にはアルバム・バージョンで収録されている。

## 収録曲
1. クローズ・アップ
  - 作詞: 松本隆 / 作曲: 財津和夫 / 編曲: 大村雅朗
2. 瞳のかげり
  - 作詞: 松本隆 / 作曲: 財津和夫 / 編曲: 矢野立美

## 収録アルバム
- クローズ・アップ 
  - SUMMER BREEZE - Album Version
  - COLLECTION　
  - Pure White Live '94（限定盤） - ライブ音源（シングルメドレー）
  - Complete SINGLES BOX
  - 中山美穂 パーフェクト・ベスト
  - 中山美穂 パーフェクト・ベスト2 - Album Version
  - 財津和夫の曲たちII～たくさんのアーティストへの提供曲集～ (オムニバスアルバム)
  - 30th Anniversary THE PERFECT SINGLES BOX
  - All Time Best

- 瞳のかげり
  - SUMMER BREEZE
  - Complete SINGLES BOX
  - 30th Anniversary THE PERFECT SINGLES BOX